# تومولوس (قبور سلاطین سیت)
تومولوس (قبور سلاطین سیت) مربوط به نیمه اول هزاره اول قم است و در شهرستان نقده، شرق روستای جین توان واقع شده و این اثر در تاریخ ۱ فروردین ۱۳۴۷ با شمارهٔ ثبت ۸۱۲ به‌عنوان یکی از آثار ملی ایران به ثبت رسیده است.